# 福永光司
福永 光司（ふくなが みつじ、1918年7月26日 - 2001年12月20日）は、日本の中国学者・中国思想史研究者。京都大学名誉教授。老荘思想・道教研究の第一人者として知られる。

## 経歴
出生から終戦まで
1918年、大分県下毛郡鶴居村大字高瀬（現：中津市）の農家に生まれた。大分県立中津中学校（現：大分県立中津南高等学校）を卒業し、広島高等師範学校（現：広島大学）文科第一部で学んだ。1940年、京都帝国大学文学部哲学科に入学し、支那哲学史を専攻した。1942年9月に卒業し、同大学大学院に入学。しかし、同年10月には大学院を休学し、現役兵として野砲兵第6連隊補充隊(熊本)に入隊。1944年に陸軍砲兵少尉、1945年に陸軍砲兵中尉。
戦後
敗戦を中国で迎え、1947年1月に広東省から復員し、2月に京都大学大学院に復学した。1947年3月に大学院を退学し、東方文化研究所(京都)助手に採用。
1951年より大阪府立北野高等学校講師、翌年教諭。1955年、愛知学芸大学（現：愛知教育大学）講師に就任。1958年に助教授昇進。1961年、京都大学人文科学研究所助教授となり、1970年に教授昇進。1974年、京都大学人文科学研究所教授併任のまま東京大学文学部教授とになり、中国哲学中国文学第三講座を担当した。中国哲学においては儒家研究が主流であったが、福永は1974年より1979年に至る5年間にわたってこの中国哲学中国文学第三講座において「老荘・道教」をテーマとして講じた。日本では1950年に日本道教学会が設立されていたが、この講座は、道教研究が他の分野と対等な分野として独立したことを示す、記念碑的な講座であった。
1979年、東京大学文学部を定年退職し、京都大学人文科学研究所に移った。1980年4月、京都大学人文科学研究所所長に就任（1982年まで）。1982年に京都大学を定年退職し、名誉教授となった。その後は関西大学教授（1982年 - 1986年）、北九州大学教授（1986年 - 1989年）を務めた。
晩年は故郷の中津市に帰省し、講演活動を軸に活躍した。2001年、逝去。中津の住居と蔵書は遺族により中津市に寄贈された。

## 研究内容・業績
専門は古代中国の哲学ならびに中国思想史。中でも道教研究において業績を残した。特に『荘子』の邦訳で一般には知られている。また、道教と日本古代史との関わりについても研究した。
道教研究
日本の道教研究史において、福永光司は戦後の第一人者に位置づけられる。
元々は儒教の研究をしていたが、体格がよく柔道の強豪であった彼は兵隊に取られることが確実であり、生死の問題に行き当たって老荘思想および道教の研究を始めたという。太平洋戦争中は戦場での苦痛を和らげようとして石油ランプの下で『荘子』を読み、復員後は高校の教師を務めながら『荘子』の翻訳を行った。
道教研究は、中国・欧米・日本のいずれの中国学においても古くから行われており、戦前の日本では小柳司気太、福井康順、吉岡義豊らによって担われていた。しかしながら、儒教や中国仏教などの本流に比べれば、末端の研究分野でもあった。福永は、1960年代に日本を訪問したある中国の学者から「道教のようなくだらないものを国立大学教授が研究するとは何事か、あんなものは迷信に過ぎない」といわれたこともあったと後年回想している。
指導学生ならびに交遊
教え子には、麦谷邦夫、神塚淑子、坂出祥伸らがいる。同郷の五木寛之とは交流があり、共著も出している。

## 著作
- 『芸術論集　中国文明選 14』朝日新聞社 1971、再版 1977。訳著（吉川幸次郎・小川環樹監修）
- 『最澄・空海　日本の名著3』中央公論社 1977／中公バックス(普及版) 1983
  - 改訂新版『空海 三教指帰』中央公論新社<中公クラシックス、松長有慶解説> 2003。訳著
- 『道教と日本文化』人文書院 1982、新装版 2018
- 『道教と日本思想』徳間書店 1985
- 『道教思想史研究』岩波書店 1987
- 『道教と古代日本』人文書院 1987、新装版 2018
- 『中国の哲学・宗教・芸術』人文書院 1988
- 『「馬」の文化と「船」の文化 古代日本と中国文化』人文書院 1996、新装版 2018
- 『タオイズムの風 アジアの精神世界』人文書院 1997
- 『魏晋思想史研究』岩波書店 2005[5]

### 老荘関連
- 『荘子 中国古典選』朝日新聞社 1956
  - 改訂『荘子』「新訂 中国古典選 7・8・9」朝日新聞社 1966-68
    - 再訂『荘子』「中国古典選 12～17」朝日文庫 1978
    - 『荘子 内篇』講談社学術文庫 2011。のち電子書籍化
- 『荘子 古代中国の実存主義』中公新書 1963[6]。同上
- 『老子 新訂 中国古典選 6』朝日新聞社 1968
  - 再訂『老子』「中国古典選 10・11」朝日文庫 1978
  - 新装版『老子　中国古典選』朝日選書 1997
- 『老子 荘子　世界古典文学全集 17』筑摩書房 2004
  - 改訂版[7]『老子』ちくま学芸文庫 2013
  - 改訂版『荘子』興膳宏共訳注 ちくま学芸文庫 2013
- 『列子』全2巻、平凡社東洋文庫 1991、ワイド版 2008[8]。訳著

### 共著・編著
- 『道教と古代の天皇制 日本古代史・新考』共著 徳間書店 1978
- 『中国中世の宗教と文化』京都大学人文科学研究所編 1982
- 『日本の道教遺跡』共著 朝日新聞出版 1987
- 『道教と東アジア 中国・朝鮮・日本』東アジア基層文化研究会編著 人文書院 1989
- 『混沌からの出発 道教に学ぶ人間学』五木寛之共著 致知出版社 1997／中公文庫 1999
- 『飲食男女 老荘思想入門』聞き手河合隼雄 朝日出版社 2002
- 『日本の道教遺跡を歩く 陰陽道・修験道のルーツもここにある』千田稔、高橋徹共著 朝日選書 2003
- 『岩波仏教辞典』中村元・田村芳朗・今野達と編集委員、岩波書店 1989、のち改訂第2・3版[9]

## 参考資料
- 年譜(鄧紅・神戸輝夫・秦みつよ2008「福永光司蔵書整理に当たって」『大分県立芸術文化短期大学研究紀要』第45巻、121-138頁)[10]